# تشارلز هوب (أستاذ جامعي)
تشارلز هوب (بالإنجليزية: Charles Hope)‏ هو مؤرخ الفن بريطاني، ولد في 1945.